# Fala denna (obraz Edwarda Hoppera)
Fala denna (ang. Ground Swell) – obraz olejny namalowany przez amerykańskiego malarza, grafika i ilustratora Edwarda Hoppera w 1939 roku, znajdujący się w zbiorach National Gallery of Art w Waszyngtonie.

## Opis
Edward Hopper malował to dzieło w swoim atelier w Truro w stanie Massachusetts od sierpnia do 15 września 1939 roku. Ukończony obraz został zaprezentowany na wystawie w Corcoran Gallery of Art w 1943 roku, podczas której Hopper był jurorem. Został zakupiony przez Corcoran Gallery of Art i pozostał tam do 2014 roku, gdy kupiła go National Gallery of Art dzięki funduszowi amerykańskiego przedsiębiorcy Williama A. Clarka. Obecnie dzieło znajduje się w kolekcji Corcoran w National Gallery of Art w Waszyngtonie.
Obraz przedstawia grupę młodych ludzi na jachcie ket złapanym w martwą falę. Jasne słoneczne światło ukazuje entuzjazm Hoppera dla morza, który można znaleźć także w jego innych obrazach i pejzażach morskich – w szczególności na obrazach przedstawiających latarnie morskie w regionie Nowa Anglia. Jednak wszystkie te obrazy przenika poczucie izolacji, a samotność jachtu w Fali dennej i raczej złowieszcza obecność boi symbolizują motywy zbliżającej się zagłady. Obraz prawdopodobnie nawiązuje do początku II wojny światowej która rozpoczęła się, gdy Hopper go malował.
Jacht płynie po zalanym słońcem morzu z czterema pasażerami – trzema mężczyznami i kobietą. Mężczyźni są rozebrani do pasa i mają na sobie długie, białe spodnie, natomiast kobieta ma na włosach czerwoną chustkę i czerwony top wiązany na szyi oraz ciemne spodnie. Ludzie nie zwracają na siebie uwagi, wszyscy skupiają się na złowieszczym dzwonie boi kołyszącym się na falach. Niebiesko-zielona boja z brązowymi wodorostami to jedyny ciemny element w scenie zdominowanej przez jaskrawy błękit i biel, a jej brzęczący dzwon ostrzega o nadciągających, ale ukrytych niebezpieczeństwach. Chmury Cirrus na niebie zwiastują nadchodzącą burzę, na którą wskazuje ciemna linia horyzontu, być może pod wpływem doświadczeń Hoppera podczas huraganu w Nowej Anglii w 1938 roku.